# ネクスコ・エンジニアリング東北
株式会社ネクスコ・エンジニアリング東北（ネクスコひがしにほんエンジニアリング）は、主に、東日本高速道路東北支社管轄の高速道路を保全管理している、東日本高速道路株式会社（NEXCO東日本）の連結子会社である。